# Jesper Parker
Jesper Valdemar David Parker, född 18 april 1984 i Göteborg, är en svensk-brittisk handbollsmålvakt. Han spelade för bland andra IK Sävehof, Kärra HF, H43 Lund och Redbergslids IK.
Då Parker har en engelsk far (och innehar dubbla pass) har han valt att spela för det engelska landslaget och var med och representerade Storbritannien vid de olympiska sommarspelen 2012 i London.
Parker är med i Mensa och har en civil karriär som managementkonsult på Ernst & Young.